# Марселен Бертло
 П'єр Ежен Марселен Бертло (1827 — 1907) — французький хімік, громадський діяч, педагог, член Паризької Академії Наук. Один із фундаторів синтетичної органічної хімії, дослідження якого завдали поразки вченню про «життєву силу».
Учений синтезував ацетилен, бензен, фенол, метан, жири, епіхлоргідрин та ряд інших сполук.
Автор праць у галузях термохімії, хімічної кінетики, агрохімії, історії хімії.

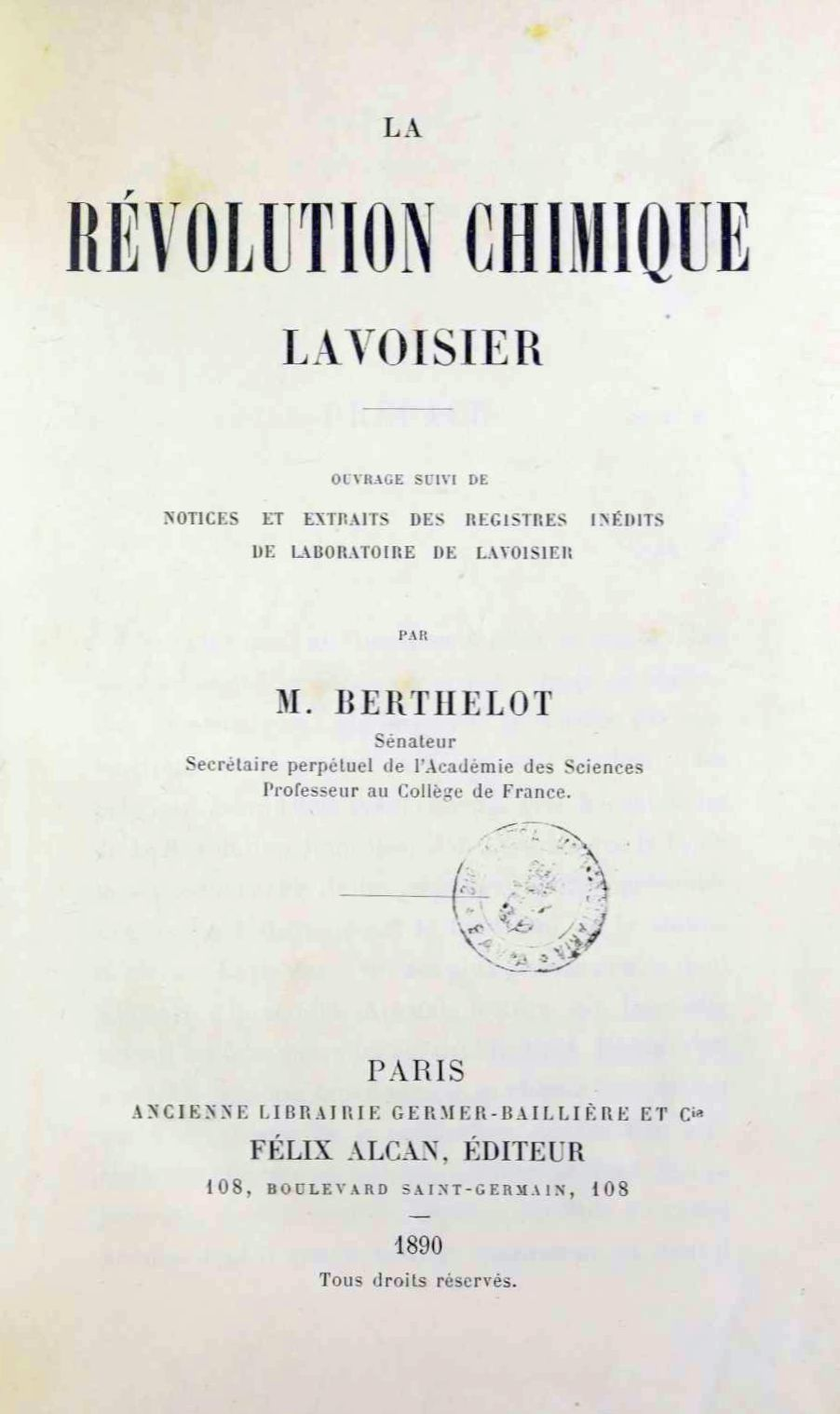
La Révolution chimique, 1890

## Особисте життя
Бертло народився 25 жовтня 1827 року на вулиці Рю-дю-Мутон, Париж, Франція, у сім’ї лікаря. Разом зі своїм другом, видатним істориком Ернестом Ренаном, він вирішив не відвідувати Великі школи, де навчалася переважна більшість інтелектуалів. Після хороших успіхів у школі з історії та філософії він став науковцем.
Він був атеїстом, але на нього сильно вплинула його дружина, яка була кальвіністкою (його дружина походила з родини Луї Бреге).